# Minneapolis BNSF Rail Bridge
Die Minneapolis BNSF Rail Bridge ist eine Kombination einer Balkenbrücke und einer Fachwerkbrücke, die das Flussbett des Mississippi Rivers zwischen dem Zentrum von Minneapolis, Minnesota und Nicollet Island in Minneapolis überspannt. Sie liegt in direkter Nachbarschaft zu der derzeitigen Federal Reserve Bank of Minneapolis.

## Geschichte
Die Brücke wurde 1893 durch die Great Northern Railway erbaut und 1926 umgestaltet. Sie ersetzte ein Bauwerk, das bereits 1867 an derselben Stelle für die St. Paul and Pacific Railroad errichtet worden war und die erste Eisenbahnquerung des Mississippi River in Minneapolis gewesen ist.

## Heutige Form
Im Jahre 1963 wurden zwei der Spannfelder und ein Pfeiler entfernt. Stattdessen wurde ein Petit-Truss-Feld hinzugefügt. Diese Maßnahme erfolgte, um im Zusammenhang mit dem Bau einer Schleuse die Schifffahrt oberhalb der Saint-Anthony-Fälle zu ermöglichen. Die Verwendung von Petit-Truss-Konstruktionen ist für den Mississippi River ungewöhnlich, aber die beiden anderen Brücken, die zu Nicollet Island führen, haben dieselbe Bauweise.

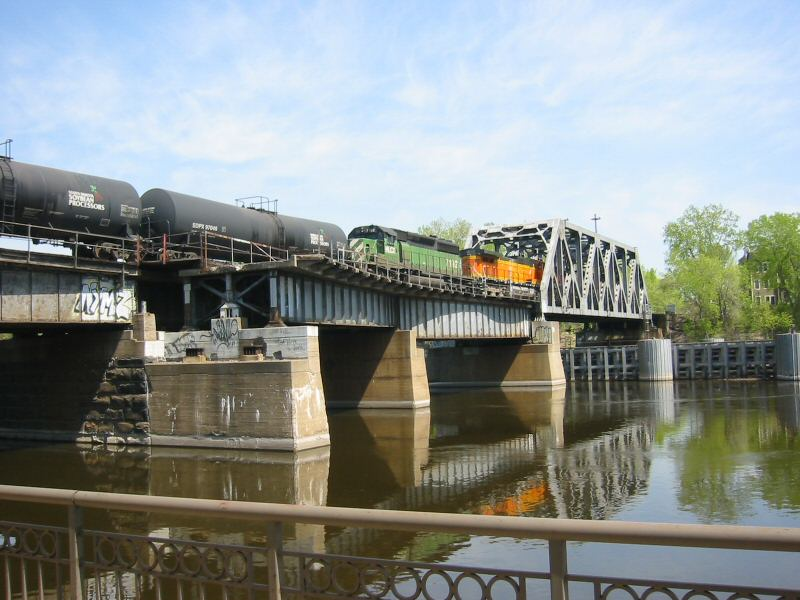
Südseite der Brücke

Die Südseite der Brücke hat eine ungewöhnlich Form. Ursprünglich gab es kurz vor dem einen Ende der Brücke eine abzweigende Kurve, die zum Minneapolis Union Depot (später das Minneapolis Great Northern Depot) führte. Als der Passagierverkehr im Zentrum in Minneapolis eingestellt und der West River Parkway gebaut wurde, hat man die Kurve mit den Gleisen zum Depot abgebaut.

## Nutzung
Die St. Paul and Pacific Railroad wurde schließlich zur St. Paul, Minneapolis, and Manitoba Railway, dann Great Northern Railway, Burlington Northern und endlich zur BNSF Railway. Sie bedient derzeit die Verbindungen nach Willmar und Monticello, ermöglicht aber auch den Anschluss zur Twin Cities and Western Railway.
Sobald die Haltestelle der Northstar Commuter Rail am Twins Ballpark eröffnet wird, fahren wieder Reisezüge über die Brücke.